# Parque nacional de Phu Pha Thoep
El Parque nacional de Phu Pha Thoep (en tailandés, อุทยานแห่งชาติภูผาเทิบ), anteriormente conocido como Parque nacional de Mukdahan (en tailandés, อุทยานแห่งชาติมุกดาหาร) es un área protegida del nordeste de Tailandia, en la provincia de Mukdahan. En este parque, uno de los más pequeños del país, hay inusuales formaciones rocosas y una cueva con antiguas pinturas.
Establecido en 1988, el parque nacional de Mukdahan se convirtió en el 59.º del país. El parque comprende una cordillera montañosa accidentada, comprendiendo montañas de Phu Nang Hong, Phu Tham Phra, Phu Lang Se, Phu Hin Thoep, Phu Mano. Phu Chom Si es el pico más alto con una elevación de 420 m s. n. m.